# Didier Garcia
Pour les articles homonymes, voir Didier Garcia (homonymie).
Didier Garcia (né le 23 mai 1964 au Blanc-Mesnil en France) est un coureur cycliste professionnel français.

## Biographie
En 1989, il avoue s'être dopé à la cortisone, aux amphétamines ou avec des pilules dérivées de la nitroglycérine au cours de sa carrière.

## Palmarès sur route
- 1986
  - Circuit de la Sarthe :
    - Classement général
    - 1re étape (contre-la-montre)

## Palmarès sur piste

### Jeux olympiques
- Los Angeles 1984
  - 6e de la poursuite par équipes
  - 12e de la course aux points

### Jeux méditerranéens
- 1983
  -  Médaillé de bronze de la poursuite

### Championnats de France
- 1982
  - Champion de France de poursuite juniors[2]
- 1983
  - Champion de France de poursuite amateurs[2]
- 1984
  - 2e de la course aux points
  - 2e du championnat de France de l'américaine (avec Gilbert Duclos-Lassalle)[2]
- 1986
  - Champion de France de l'américaine (avec Dominique Lecrocq)[2]
  - 3e de la poursuite[2]